# Simpsonichthys stellatus
Simpsonichthys stellatus är en fiskart som först beskrevs av Costa och Brasil, 1994. Arten ingår i släktet Simpsonichthys och familjen Rivulidae. Den är endemisk för São Franciscos mellersta flodbäcken i Brasilien. Inga underarter finns listade i Catalogue of Life.